# Replika
Replika (fra italiensk replica, til replicare, duplikere, fra latin replicare, gentage; fagligt sprog) er en nøjagtig kopi eller model af en anden genstand. Indenfor kunst, også en replik, et kunstværk udført af kunstneren selv eller under dennes opsyn.
Replika bruges også om rekonstruktioner af historiske genstande som f.eks. smykker, våben eller bygninger.

## Note
1. ↑  replik — Ordbog — Den Danske Ordbog

| Kunst | Spire Denne artikel om kunst er en spire som bør udbygges. Du er velkommen til at hjælpe Wikipedia ved at udvide den. |